# Задорожняк, Василий Григорьевич
Василий Григорьевич Задорожняк (укр. Василь Григорович Задорожняк; 22 марта 1962, Юрковцы, Черновицкая область) — советский и украинский футболист, выступал на позициях полузащитника. Большую часть карьеры провёл в «Буковине» (Черновцы) и «Кристалле» (Херсон).

## Биография
Родился 22 марта 1962 в селе Юрковцы Заставновского района, Черновицкой области. После возвращения из армии выступал за команду завода резиновой обуви. Этому коллективу удалось выиграть чемпионат Черновицкой области.

В конце сезона 1983 Василия пригласил в состав черновицкой «Буковины» её тогдашний тренер Александр Павленко. В 1985 году Василий оставил «Буковину» не доиграв до конца чемпионата. Как вспоминал сам футболист: 
Меня обвинили в том, что я, так сказать, "сачкую". На самом деле у меня была травма колена, в котором собиралась жидкость. Однажды во время тренировки я сказал, что не могу заниматься, и должен подлечиться. На что мне было сказано, мол, я избегаю тренировок. Я обиделся и решил больше за черновицкую команду не играть
.
Новый сезон 1986 Задорожняк начал в херсонском «Кристалле», который также играл во Второй лиге СССР. В «Кристалле» Василий провел два удачных сезона и был капитаном херсонской команды.

Накануне сезона 1988 новый тренер херсонского «Кристалла» Павел Садырин предложил ему остаться в его команде и поиграть ещё год, а затем отправиться с ним в титулованный клуб, однако Задорожняк отказался. Впоследствии Павел Федорович возглавил московский ЦСКА и сделал эту команду чемпионом СССР. 
Когда Садырин приехал в Херсон, мне шел 26 год. Это, считаю, период расцвета футболиста. Поэтому думаю, мог бы закрепиться в составе армейского клуба. Если бы пришлось опять начинать спортивную жизнь, обязательно послушался бы Садырина, - отметил впоследствии Василий
.
Кроме того Василием интересовались николаевский «Судостроитель», симферопольская «Таврия», и даже тренер команды высшей союзной лиги «Металлист» (Харьков) Евгений Лемешко, но футболист вернулся в родную «Буковину» и отправился с «Буковиной» на тренировочный сбор в Румынию, после чего получил предложение остаться в черновицкой команде. В том же сезоне 1988 «Буковина» стала победителем чемпионата УССР.
Через два года по итогам сезона 1990 черновицкая «Буковина» выиграла западную зону Второй лиги и сумела завоевать путевку в первую союзную лигу. Весомый вклад в успех Черновцов сделал и Василий, в том сезоне он забил десять голов. В дебютном сезоне (последний в союзном чемпионате) в первой лиге «Буковина» заняла высокое, как для новичка, пятое место. После распада СССР «Буковина» была включена во ново созданную Высшую лигу Украины, где Задорожняк дебютировал 7 марта 1992 года в матче против тернопольской «Нивы» (2:1). Всего в том сезоне провёл 13 матчей и забил три гола в элитном украинском дивизионе.
В 1993 году Задорожнякя пригласили болгарскую команду «Хасково», однак Василий сыграл там только две игры на Кубок Болгарии, после чего из-за конфликта покинул клуб. Во второй половине 1993 играл в клубе «Лада» (Черновцы) в любительском чемпионате Украины. Накануне игр второго круга чемпионата 1993/94 Василий Задорожняк вернулся в «Буковину». Однако 25 мая 1994 в домашнем матче черновчан с запорожским «Металлургом» он получил тяжелую травму и не смог помочь команде спасти место в элите. В общем провел в Высшей лиге Украины 33 матча и забил 7 голов.

Вернувшись на поле в октябре 1994 года, футболист продолжил выступать за клуб в первой лиге, а также в ноябре провел две игры за «Ладу» (Черновцы), выступавшею в третьей лиге. В «Буковине» же играл до сентября 1995 года, после чего из-за конфликта вновь покинул команду. Как заявил футболист: 
В перерыве матча "Буковина" - "Скала" меня обвиняли в том, что я, мол, не плотно играю со своими оппонентами. Было обидно, и я погорячился: за пять минут ушел из "Буковины". После этого двое суток не выходил из дома. Конечно, были телефонные звонки, мол на тебя рассчитываем, возвращайся, но я не согласился. Так и завершилась моя карьера в «Буковине»
.

## Достижения
- Победитель Второй лиги чемпионата СССР (2): 1988 (зона 6), 1990 (зона «Запад»)
- Серебряный призёр Второй лиги чемпионата СССР: 1989 (зона 6)
- Серебряный призёр Первой лиги Украины: 1995/96